# Escólex

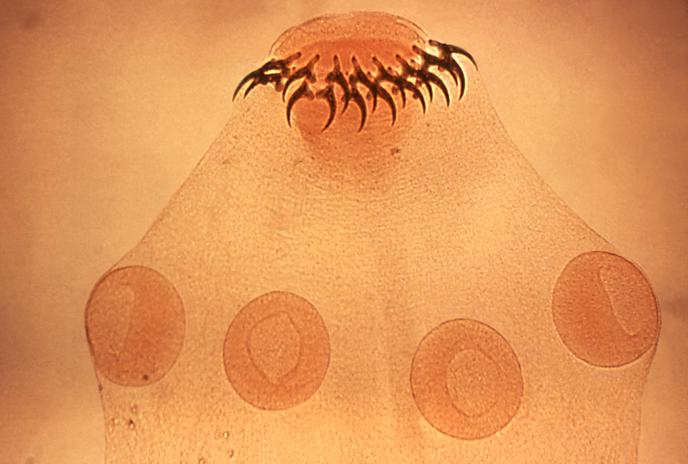
Escólex de Taenia solium con cuatro ventosas y rostelo con ganchos.

Se le llama escólex a la porción cefálica de los parásitos miembros adultos de la clase cestoda. En el escólex, se encuentran ventosas o ganchos (dependiendo de la especie), que le permiten adherirse a la mucosa del intestino de su hospedador. Todas las tenias tienen escólex, así también otros gusanos de importancia para el hombre, como los del género Hymenolepis.

## Morfología
El escólex tiene diversas formas dependiendo del organismo. Algunas la tienen de forma ovalada, otros cuadrangular o piriforme. A los elementos en el escólex que permiten la adhesión del parásito al intestino se les llama ventosas y generalmente hay cuatro.
En el medio del escólex, algunos gusanos tienen una saliencia mediana que protruye notablemente llamada rostelo o rostelum, que puede ser retráctil, como el del Hymenolepis nana y suele estar "armado" con una corona de una o varias hileras de ganchos o acúleos gruesos, como el caso de la 'Taenia solium', pero también carecer de ganchos como Hymenolepis diminuta' por lo que se dicen "inermes".
Por lo general el tamaño de un escólex común es de 2 mm, a pesar de que el parásito mida varios metros. Seguido del escólex continúa el cuello, más corto y delgado, que es el punto donde comienza el crecimiento del resto del cuerpo del gusano, llamado "estróbilo".

## Uso en diagnóstico

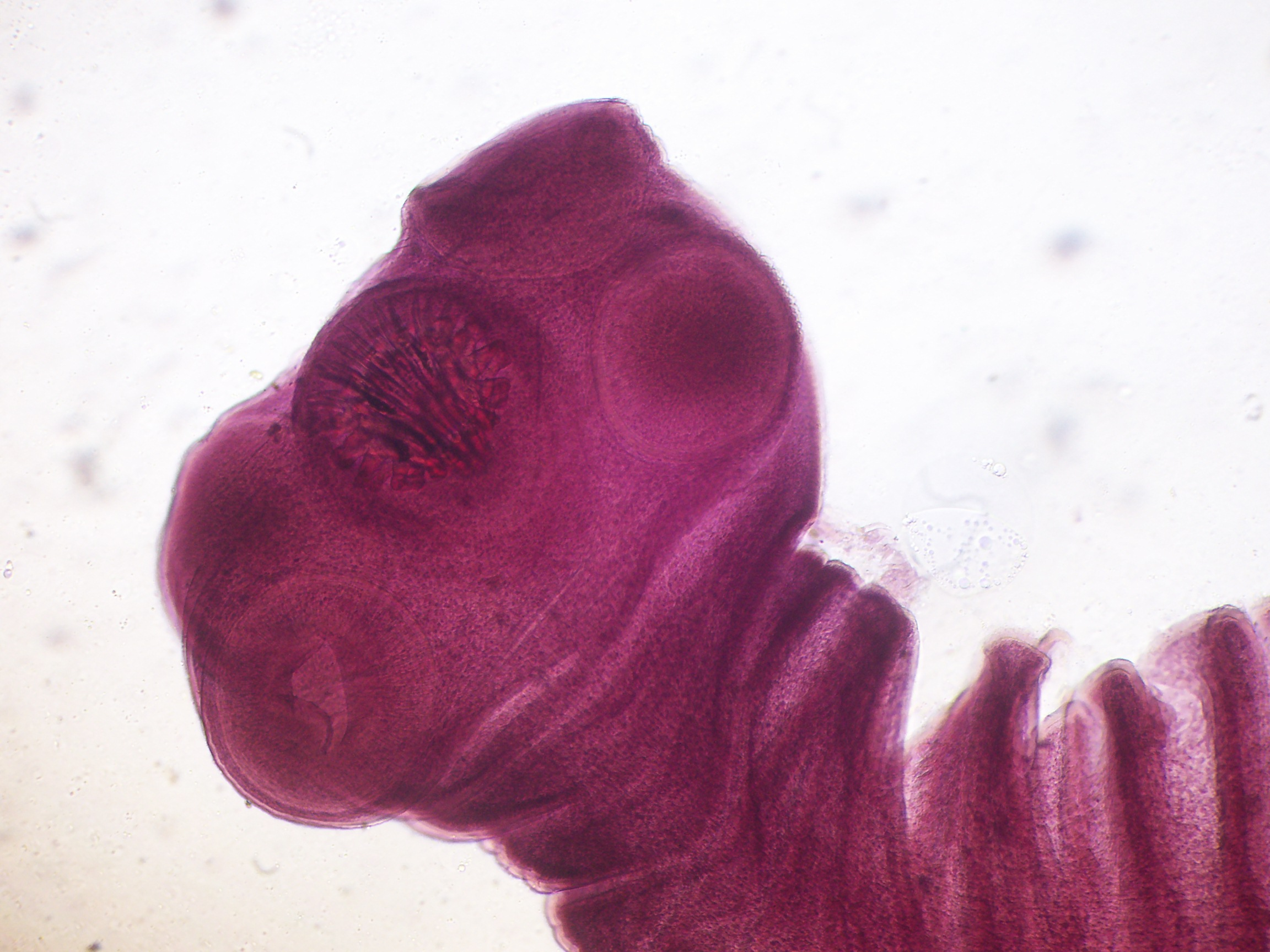
Escólex de tenia del cerdo (Microscopio óptico 40×).

El escólex tiene gran utilidad en el laboratorio clínico, pues es uno de los factores que permite distinguir una cestoda de la otra, en particular las que pertenecen al mismo género. Así se permite diferenciar entre una H. diminuta y la H. nana, como la T. saginata de la T. solium. Es una gran herramienta diagnóstica junto con las diferencias de tamaño, el cuello y los estróbilos entre una especie y la otra. Sin embargo, debido a que el escólex está enterrado en la mucosa intestinal, rara vez es expulsada por las heces, haciendo que el diagnóstico del laboratorio esté casi siempre basado en encontrar y distinguir los huevos de la región anal del hospedador o las proglótides libres en el bolo fecal.